# Stefan F. Winter (Musikproduzent)
Stefan F. Winter (* 26. Januar 1958 in Tegernsee) ist ein deutscher Musikproduzent und Klangkünstler.

## Leben und Wirken
Winter besuchte das musische Gymnasium St. Gotthard unter Leitung von Konrad Ruhland, brach aber 1975 den Schulbesuch ab; er begann eine Lehre als Koch, um dann das elterliche Lokal zu leiten. Er verpachtete es und zog 1980 nach Köln, 1981 nach Berlin, wo er in den Jazzstudiengängen der Musikhochschulen begann, die ihm aber zu „theoretisch“ waren.
Nach einem Volontariat bei enja, wo Winter das Live-Album More Sightings mit George Adams, Hannibal Marvin Peterson und John Scofield produzierte, war er zwischen 1985 und 1995 der Produzent des von ihm gegründeten Jazzlabels JMT, das er erfolgreich aufbaute und dann an die Polydor in Tokio verkaufte. Von 1990 bis 1995 produzierte er überdies Dokumentarfilme für den Bayerischen Rundfunk und Polydor.
1995 gründete Winter (seit 1957 gemeinsam mit Mariko Takahashi) das Label Winter & Winter, mit dem er edel in Papierschuber mit Prägedruck verpackte Tonträger mit Jazz und klassischer Musik veröffentlichte. Dort entwickelte er überdies das Konzept des „Hörfilms“, der auf CDs Geschichten aus Musik erzählt, die an Originalschauplätzen (etwa dem Markusplatz von Venedig, im Orient-Express oder in Gustav Mahlers Gartenhaus in Toblach) aufgenommen oder bei denen mit montierten Geräuschen Schauplätze imaginiert wurden.
Winter produzierte mehr als 300 Tonträger mit Künstlern wie Herb Robertson, Cassandra Wilson, Steve Coleman, Paul Motian, Jim Black, Uri Caine, Theo Bleckmann, Fred Frith, Ernst Reijseger, Mola Sylla, Hans Abrahamsen, Teodoro Anzellotti, Irvine Arditti,  Barry Bermange, Forma Antiqva, Stefano Gervasoni, Mauricio Kagel, dem Schoenberg Ensemble, Barbara Sukowa oder Fumio Yasuda. 2004 inszenierte er Der Kastanienball: Der Fall der Lucrezia Borgia für die Münchner Opernfestspiele und 2012 Werner Herzogs Eroberung des Nutzlosen für die Volksbühne Berlin. Für den WDR entstand 2014 das Hörspiel „Vor der Stille“, das Hörschwellen und Übergänge zwischen Literatur, Musik und Klangkunst aufzeigte; 2015 folgten die „108 Begierden“. Im Bereich der Klangkunst verfertigte er seit 2011 zahlreiche Klang- und Rauminstallationen.
Winter und seine Produktionen wurden mit einem Ehrenpreis der Deutschen Schallplattenkritik und 2012 mit dem Schwabinger Kunstpreis des Kulturreferats der Stadt München ausgezeichnet.